# Argia lilacina
Argia lilacina är en trollsländeart som beskrevs av Selys 1865. Argia lilacina ingår i släktet Argia och familjen dammflicksländor. Inga underarter finns listade i Catalogue of Life.